# Chikkadanahalli, Hunsur
Chikkadanahalli là một làng thuộc tehsil Hunsur, huyện Mysore, bang Karnataka, Ấn Độ.